# Siphona lindneri
Siphona lindneri là một loài ruồi trong họ Tachinidae.